# Св. Патріарх Євтимій (станція метро)
Св. Патріарх Євтимій (болг. Св. Патриарх Евтимий) — станція лінії М3 Софійського метрополітену. Була відкрита 26 серпня 2020 року у складі першої пускової дільниці «Хаджі Димитар» — «Красне село» лінії М3.

## Конструкція
Однопрогінна мілкого закладення з двома прямими береговими платформами.

## Опис
Станція розташована на захід від рогу бул. «П. Євтимія» та вул. «Граф Ігнатьєв». На станції три виходи: на вул. «Граф Ігнатьєв», на бул. «П. Євтимія» та на ріг між бул. «П. В. Левскі» та бул. «П. Євтимія ». Архітектурно станція виконана з елементами що імітують болгарську вишивку, це пов'язано з тим що, Св. Патріарх Євтимій є яскравою історичною особою болгарської історії, і ототожнюється з невід'ємними болгарськими національними якостями і символами, з вірою, літературою і духовністю. Болгарська вишивка є однією з таких символів. Вишивка виконана у вигляді вертикальних фризів, що ведуть на нижній рівень платформ, а великі елементи нагадують «картини» на стінах і підлозі. Матеріали використовувані для оздоблення станції - граніт, гранітогрес, склокераміка та клінкер. Гранітогрес використано чотирьох кольорів, полірований для стін і матовий для підлоги. Внизу платформ переважає білий колір полірованої гранітної плитки на стінах. На станції встановлено прозорі автоматичні платформні ворота заввишки 1,6 м з нержавіючими окантовками і 40-сантиметровими смугами з гладкої нержавіючої сталі внизу.